# Callirhipis scutellata
Callirhipis scutellata là một loài bọ cánh cứng trong họ Callirhipidae. Loài này được Fairmaire miêu tả khoa học đầu tiên năm 1887.